# Canthidium discolor
Canthidium discolor är en skalbaggsart som beskrevs av Edgar von Harold 1867. Canthidium discolor ingår i släktet Canthidium och familjen bladhorningar. Inga underarter finns listade.